# Finch
Finch (bra/prt: Finch) é um filme estadunidense de 2021, dos gêneros ficção pós-apocalíptica e drama, dirigido por Miguel Sapochnik a partir de um roteiro escrito por Craig Luck e Ivor Powell. É estrelado por Tom Hanks, Caleb Landry Jones, Samira Wiley, Laura Harrier e Skeet Ulrich. No filme, um inventor moribundo constrói um androide para acompanhar ele e seu cachorro em uma jornada pelo país.
O filme foi anunciado como BIOS em outubro de 2017. E as filmagens aconteceram em todo o Novo México de fevereiro a maio de 2019. O lançamento estava programado para ser lançado nos cinemas dos Estados Unidos pela Universal Pictures em 2 de outubro de 2020, mas foi atrasado várias vezes devido à pandemia de COVID-19. Porém, a obra foi renomeada como Finch e vendida à Apple TV+, sendo lançado em 5 de novembro de 2021.

## Enredo
Um inventor doente, último homem na Terra, constrói um androide para fazer companhia a ele e ao seu cão e parte em uma jornada pelo país.

## Elenco
- Tom Hanks como Finch, um inventor doente e um dos últimos homens na Terra
- Caleb Landry Jones como Jeff, o robô criado por Finch
- Samira Wiley como Weaver, um sobrevivente
- Laura Harrier como Linda
- Skeet Ulrich como  Sam

## Produção
Em 26 de outubro de 2017, foi anunciado que Tom Hanks iria estrelar BIOS, um filme pós-apocalíptico sobre um robô que é construído pelo personagem Finch de Hanks para proteger a vida de seu amado cachorro quando ele morrer. Miguel Sapochnik dirigiria o filme, que seria produzido por Robert Zemeckis e Kevin Misher, a partir de um roteiro de Craig Luck e Ivor Powell. Vários grandes estúdios estavam disputando os direitos do filme, com produção prevista para começar no início de 2018. Poucos dias depois, foi relatado que a Amblin Entertainment havia comprado o projeto, com a Universal Pictures pronta para distribuí-lo. Em dezembro de 2017, foi revelado que o filme estava na "Lista Negra" dos roteiros não produzidos mais curtidos daquele ano.
Em janeiro de 2019, Caleb Landry Jones se juntou ao elenco em um papel de "captura de movimento" como o robô que Finch constrói. Em março de 2019, Samira Wiley se juntou ao elenco. Skeet Ulrich e Laura Harrier foram escalados em maio.
As filmagens começaram em fevereiro de 2019, em Albuquerque, Novo México, além de Santa Fé, Shiprock, Los Lunas, Socorro e no Monumento Nacional de White Sands; e terminaram em maio de 2019.

### Final estendido excluído
Acerca de cortar a última seção do filme, Sapochnik disse:

"Filmamos muito. Há uma seção inteira que acabou no chão da sala de corte que era sobre Jeff finalmente entrando em contato com os seres humanos e como eles não eram o que ele esperava e certamente não o que seu pai, Finch, o havia preparado. Mas quando chegamos à postagem, estávamos na edição, houve um ponto em que percebi que sabia que havíamos chegado ao final do filme, mas ainda tínhamos mais história para contar. Tentei o máximo que pude para ver se conseguíamos acomodá-lo, mas era uma história maior do que tínhamos tempo de contar no tempo que nos restava para contá-la. Em algum momento, nós apenas tivemos que fazer uma escolha. Para mim, acredito na noção de matar seus queridos. Eu amei. Eu realmente gostei do que fizemos. Tinha grandes atores nele. Tinha Samira Wiley, tinha minha esposa Alexis Raben, tínhamos Skeet Ulrich, tínhamos um monte de gente nele. E foi muito bom. Não foi o final certo para este capítulo desta história. Nós tivemos que deixá-lo ir
."

## Lançamento
Em maio de 2018, o filme estava programado para ser lançado nos cinemas pela Universal Pictures em 2 de outubro de 2020. Em junho de 2020, devido à pandemia de COVID-19 fechando cinemas em todo o mundo, foi adiado para 16 de abril de 2021. Em janeiro 2021, foi transferido para 13 de agosto de 2021 e, em março, foi transferido uma semana depois para 20 de agosto.
Em maio de 2021, foi anunciado que o filme havia sido renomeado de BIOS para Finch e comprado pela Apple TV+ para lançamento em 5 de novembro de 2021. A Universal também reteria o entretenimento doméstico e os direitos de televisão linear do filme.

## Recepção
No site agregador de críticas Rotten Tomatoes, 73% das 169 críticas dos críticos são positivas, com uma classificação média de 6,5/10. O consenso do site diz: "Finch pode não ser a história pós-apocalíptica mais memorável, mas Tom Hanks prova ser uma companhia perfeitamente encantadora mesmo após o colapso da civilização." O Metacritic atribuiu ao filme uma pontuação média ponderada de 57 em 100, com base em 38 críticos, indicando "críticas mistas ou médias".
Tomris Laffly, da Variety, fez uma crítica positiva ao filme: "Apesar do cenário sombrio, Finch consegue se manter fiel ao toque difuso de sua ideia básica, apresentando um filme familiar que é generoso, reconfortantemente tradicional e reforçado por um genuíno amor aos cachorros." David Rooney, do The Hollywood Reporter, deu uma crítica mista: "Há pouco que é imprevisível no filme de ficção científica descaradamente sentimental de Miguel Sapochnik, que quase poderia ter sido montado em um laboratório de robótica a partir das partes duráveis de inúmeros filmes anteriores. Mas dane-se se eu não estava enevoado nas melancólicas cenas climáticas." Richard Schertzer, da Sportskeeda, comentou: "Finch prova ser um relógio decente, mas muitas vezes se perde em outros filmes de ficção científica, vivendo em sua sombra, em vez de fazer algo novo."